# Nati nel 1322
| Questa pagina contiene informazioni ricavate automaticamente dalle voci biografiche con l'ausilio del template Bio e di un bot. L'aggiornamento è periodico e automatico e ricostruisce completamente la pagina. Se manca una persona in questa lista, sei pregato di non aggiungerla, ma accertati piuttosto che la sua voce biografica contenga il template Bio e che i dati anagrafici siano correttamente compilati. Se il template Bio manca, inseriscilo tu stesso o, in alternativa, metti l'avviso {{tmp\|Bio}} che ne segnala la mancanza. Se i dati riportati sono sbagliati, correggi direttamente la voce biografica; le modifiche saranno visibili in questa lista entro pochi giorni. Per chiarimenti vedi il progetto biografie. La lista contiene solo le 11 persone che sono citate nell'enciclopedia e per le quali è stato implementato correttamente il template Bio. Pagina aggiornata al 18 ago 2025. |

- 11 gennaio - Kōmyō, imperatore giapponese († 1380)
- 12 febbraio - Giovanni Enrico di Lussemburgo, nobile austriaco († 1375)
- 24 giugno - Giovanna di Brabante, nobile († 1406)
- Agnese d'Austria, principessa († 1392)
- Gómez de Albornoz, condottiero spagnolo († 1377)
- Giovanni Enrico IV di Gorizia, conte italiano († 1338)
- Radoslav Hlapen, militare serbo
- Nicola di Lussemburgo, patriarca cattolico tedesco († 1358)
- Rodolfo IV d'Asburgo-Laufenburg, condottiero tedesco († 1383)
- William Walworth, politico inglese († 1385)
- Nicola d'Arborea, nobile italiano († 1370)